# The Sims 3
The Sims 3 је игра о симулацији живота из 2009. године. Игра је пуштена у продају само за Windows и Мекинтош 2. јуна 2009 у Северној Америци, 4. јуна 2009 у Аустралији и 5. јуна 2009 у Европи. The Sims 3 за PlayStation 3, Xbox 360, Wii и Nintendo DS, је пуштен у продају 26. октобра 2010.
The Sims 3 има исти концепт као и претходници. Циљ играча је управљање животом Симса у разним ситуацијама. Као и његови претходници (The Sims и The Sims 2), тако и The Sims 3 нема дефинисан циљ игре, и може се играти вечно. The Sims 3 је достигао велики успех. Прве недеље продато је 1,4 милиона примерака игре.

## Системске захтевности
- За Windows XP:
  - 2.0 GHz P4 процесор или бољи
  - 1 GB RAM меморија
  - 128 MB видео-картица
  - DirectX 9.0c
  - Microsoft Windows XP Service Pack 2
  - 6.1 GB слободног простора на диску + 1 GB простора за складиштење сачуваних података у игри
- За Windows Vista:
  - 2.4 GHz P4 процесор или бољи
  - 1.5 GB RAM меморија
  - 128 MB видео-картица
  - Microsoft Windows Vista Service Pack 1
  - 6.1 GB слободног простора на диску + 1 GB простора за складиштење сачуваних података у игри
- За Мекинтош:
  - Mac OS X 10.5.7 Leopard или бољи
  - Intel Core Duo Процесор
  - 2 GB RAM меморија
  - ATI X1600 или Nvidia 7300 GT са 128 MB или Video RAM, или
  - Intel Integrated GMA X3100.
  - 6.1 GB слободног простора на диску + 1 GB простора за складиштење сачуваних података у игри

## Играње
Симс 3 је игра намењена једном играчу, који контролише живот појединих Симова (виртуелних људи), на сличан начин као и у стварном животу. Све Сим куће и насеља налазе се на једној једнинственој мапи, тачније пространом комшилуку „Долина заласка сунца“ (енгл. Sunset Valley). Игра се одвија у нормалном времену, без учитавајућих прозора као што је то био случај са прве две игре. Такође, време проведено у граду тече исто као и време проведено код куће, што није био случај са претходне две верзије, када су Симови могли отићи у град и остати колико дуго желе без протицања времена у њиховој кући. Још једна новина уведена у игру јесте подједнако старење свиих Симова у комшилуку. Симови који нису под контролом играча имају могућност „аутонимије“, тј. самостално једу, путују на посао, оснивају породицу, иду у град, унапређују каријеру, и слично.
Сваки Сим има одређене особине (тачније пет насумице одабраних, или, у случају редовног испуњавања жеља Сима, вољом играча одабраних особина), које их чине онаквима какви су. У основној игри има укупно 60 различитих особина + неколико тајних, које поседују само одређени Симови.
Овде се налази табела са исказаним особинама из основне игре:
| Менталне особине       | Физичке особине   | Социјалне особине     | Животне особине         | Тајне особине   |
| ---------------------- | ----------------- | --------------------- | ----------------------- | --------------- |
| Расејан                | Атлетски тип      | Харизматичан          | Амбициозан              | Лопов           |
| Сликар                 | Храбар            | Не посвећен браку     | Риболовац               | Хватач лопова   |
| Књишки мољац           | Трапав            | Не воли децу          | Детињаст                | Салутант        |
| Не разуме уметност     | Лењивац           | Лако импресиониран    | Бајкер                  | Имун на ватру   |
| Компјутерски залуђеник | Кукавица          | Флерт Сим             | Зао                     | Не прави неред  |
| Узбудљив               | Успаванико        | Дружељубив            | Породичан Сим           | Достављач пице  |
| Геније                 | Не воли воду      | Добар смисао за хумор | Скроман                 | Управљач ватром |
| Воли природу           | Спавалица по дану | Добар љубавник        | Не воли отворен простор | Рокер           |
| Мајстор                | Срећко            | Пргав                 | Бесница                 |                 |
| Луд                    | Уредан            | Романтичан            | Клептоман               |                 |
| Природно кување        | Никада голишав    | Неприкладан           | Воли отворен простор    |                 |
| Неуротичан             | Аљкав             | Осамљеник             | Емоционалан             |                 |
| Виртуоз                | Несрећко          | Губитник              | Перфекциониста          |                 |
|                        |                   | Жесток                | Не воли технологију     |                 |
|                        |                   | Просјак               | Вегетаријанац           |                 |
|                        |                   | Без смисла за хумор   | Залуђеник возилима      |                 |
|                        |                   |                       | Трачара                 |                 |
|                        |                   |                       | Сноб                    |                 |
|                        |                   |                       | Без флерта              |                 |

Сваки Сим, почевши од новорођенчета, мора проћи кроз неколико старосних доба, најпре беба, мало дете, дете, тинејџер, млађи човек, старији човек и на крају старац. Ова животна доба трају у зависности од задатих подешавања. Најкраћи живот једног Сима је 25 симских дана, нормални 90, док најдужи траје 960 симских дана, а вегетаријанци живе нешто дуже. Један реалан секунд је један симски минут, па један симски дан траје 24 минута.
| Трајање живота | беба    | мало дете | дете    | тинејџер | млађи човек | старији човек | старац   | укупно   |
| -------------- | ------- | --------- | ------- | -------- | ----------- | ------------- | -------- | -------- |
| кратко         | 1 дан   | 2 дана    | 2 дана  | 4 дана   | 6 дана      | 6 дана        | 4 дана   | 25 дана  |
| умерено        | 2 дана  | 4 дана    | 4 дана  | 8 дана   | 12 дана     | 12 дана       | 8 дана   | 50 дана  |
| нормално       | 3 дана  | 6 дана    | 7 дана  | 14 дана  | 20 дана     | 20 дана       | 17 дана  | 90 дана  |
| дугачко        | 6 дана  | 15 дана   | 15 дана | 30 дана  | 45 дана     | 45 дана       | 34 дана  | 190 дана |
| веома дугачко  | 30 дана | 75 дана   | 75 дана | 150 дана | 225 дана    | 225 дана      | 180 дана | 960 дана |

На почетку игре се може изабрати једна од понђених породица Симова или направити јединствену породицу. Параметри за прављење Симова су име, пол, конструкција и облик разлицитих делова тела, и одела. Такође се одлучује о степену дебљине и мишићавости. Уз то, бирају се фризуре, боја косе, шминка, боја очију, и још много тога. Сваки комад одеће, коса и слично могу се префарбати.
Сим, током свог живота мора обављати одређене потребе, као што је глад, тоалет, забава, хигијена, енергија, и разговор са другим Симовима. Потребе, као што су удобност и околина, које су биле укључене у претходне две игре, овде су изостављене.
Ако Симови желе зарадити више пара, или пак постати познати у нечему, они се могу запослити у једно од 12 радних места и 5 послова са непуним радним временом.

## Додаци
Након објављивања Симса 3, изашао је и велики број његових додатака за игру (експанзија, или буквално експанзивни додатак), који укључују: нова збивања, ствари, нове особине, вештине, нове креатуре; који ће учинити ваш свакодневни живот Симова занимљивијим.
| Име додатка           | Датум издавања     | Нова дешавања/ствари | Градови                                                            | Нове (не игриве) креатуре                                   | Нове (игриве) креатуре                     | Нови начин смрти                                                                                    | Нови послови |
| --------------------- | ------------------ | --- | ------------------------------------------------------------------ | ----------------------------------------------------------- | ------------------------------------------ | --------------------------------------------------------------------------------------------------- | --- |
| Свет авантура         | 17. новембар 2009. | нове особине, вештине и намештај, потраге, истрага гробница у три нова места, фотографисање, подруми, нектар, ватромет, шатори | Ел Симхара (Египат), Шанг Сим Ла (Кина), Чампс ле Симс (Француска) | Египатски Симови, Кинески Симови, Француски Симови, Трговци | Мумије                                     | Од проклетства мумије, Од замки                                                                     | |
| Амбиције              | 1. јун 2010.       | нови послови, вештине, особине, професије, прање веша, тетовирање, вајарство, изумитељство | Твинброк                                                           |                                                             | Сим-Бот (Робот)                            | Од удара метеора                                                                                    | Нормални послови: Учитељ Професије: Архитекта, Лекар, Ватрогасац, Истеритељ духова, Приватни детектив, Стилиста Послови (вештине): Рибар, Баштован, Проналазач, Произвођач нектара, Сликар, Фотограф, Вајар, Писац |
| Касно у ноћ           | 26. октобар 2010.  | нови послови, вештине, особине, одећа и накит, намештај, и аутомоби, изласци, зграде, џакузи, метро, лифтови, обим груди и величина мишића, групе/бендпво, хороскоп, базен, фонтане | Бриџпорт                                                           | Познате личности, Музичари, Папараци, Батлер                | Вампири                                    | Од жеђи (само вампири)                                                                              | Нормални послови: Филмска индустрија (глумац и режисер) Послови (вештине): Шанкер, Члан бенда |
| Генерације            | Maј 31, 2011       | игралишта за децу, нове интеракције и особине, шале, длаке по телу, нове врсте журки, сећања, свечаности, игре, спирална степеништа, тобогани, туча јастуцима, кућице на дрвету, матура, штапови, венчања, хемијски сет, интернат, балет, извиђачи |                                                                    | Забављачи, Плесачи                                          | Измишњени пријатељи                        | | Професије: Бебиситер |
| Кућни љубимци         | Oктобар 18, 2011   | кућних љубимци (пси, мачке и коњи), нове интеракције, накит за љубимце, дивље животиње, контрола над љубимцима, нови предмети, интеракције са љубимцима | Апалоса Плејнс                                                     | Дивље животиње                                              | Кућни љубимци (пас, мачка, коњ), Једнорози | | |
| Време за шоу          | 6. март 2012.      | нови послови, наступи (акробатичар, мађионичар, певач), постигнућа, славност, „Симфест“ | Старлајт Шорс                                                      |                                                             | Чаробни дух                                | Од мађионичарског трика                                                                             | Професије: Акробатичар, Мађионичар, Певач |
| Натприродно           | Септембар, 2012    | натприродна бића (вукодлаци, зомбији, духови, зомбији, вампири, виле и вештице), магија, нове особине, натприродне ствари, кућица за виле, „пун месец“, зомби апокалипса, еликсири и магични напици, нове вештине | Мунлајт Фолс                                                       | Бонехлида (чистачица и дадиља)                              | Вампир, Зомби, Вукодлак, Вештица, Вила     | Од вештичје магије, од трансмутације, од жбуна са бомбоницама                                       | Професије: Алхемичар, Пчелар |
| Годишња доба          | 16. новембар, 2012 | временске прилике, нове особине, спортови, плаже, тражење јаја, фестивали за годишња доба (Дан Пахуљица, Дан Љубави, Дан Слободног Времена, Сабластан дан), болести, ванземаљци, даска за базен, кишобрани, олује, | Нема                                                               |                                                             | Ванземаљац                                 | Смрт од смрзавања                                                                                   | Субјекат за тестирање |
| Живот на универзитету | 5. март, 2013      | колеџ, студије, журке, каријере, дипломе, смартфонови, протести на улицама, атељеи, социјалне групе (бунтовник, спортиста, штребер), друштвене мреже, мурали, графити | Симс Универзитет                                                   | Маскоте                                                     | Сим-Биљка                                  | Смрт од јаког ударца, смрт од протеста смрти                                                        | Спортски агент, Уметник, Развијач игара |
| Рајско острво         | 25. јун, 2013      | бродови, луксузни хотели, бунгалови, подморне авантуре, сирене, роњење, скривено благо, неоткривена острва | Исла Парадисо                                                      |                                                             | Сирена                                     | Смрт од недостатка ваздуха, смрт од кракена, смрт од ајкуле, смрт од дехидратације (само за сирене) | Професије: Чувар плаже |
| У будућност           | јесен, 2013        | путовање у будућност, куће будућности, телепортери, роботи са чиповима, предмети будућности, догађаји из садашњости обликују будућност, тржни центри, галерије, арена за роботе, ласерски инструменти, стаклени подови, стаклени зидови, ракетни појасеви, летећи аутомобили, летеће даске, комора за хибернацију, пруге са једним колосеком, утопија, дистопија, метеори, једење буба... | Аркадија Лендинг                                                   | непознато                                                   | Плам-бот                                   | непознато                                                                                           | Трговац Плам-ботовима, Астроном у опсерваторији, Каријера за роботе |

## Додаци са стварима
Осим редовних додатака, у игру су укњучени и такозвани додаци са стварима, који нуде већи избор одеће, намештаја, фризура и накита.
| Име додатка                    | Датум издавања     | Проширења |
| ------------------------------ | ------------------ | --- |
| Ствари за кућу и поткровље     | 2. фебруар 2010.   | намештај, модна одећа, скројена одела, сакои.                                                                           |
| Ствари брзих улица             | 7. септембар 2010. | возила и ствари за трке, слободну вожњу и класичан гламур.                                                              |
| Ствари за напоље               | 1. фебруар 2011.   | ствари за уживање на отвореном.                                                                                         |
| Ствари за град                 | 26. јул 2011.      | места за излазак у граду.                                                                                               |
| Ствари за апартман             | Фебруар, 2012      | ствари за станове, купатило, спаваћу собу.                                                                              |
| Слатке ствари Кејти Пери       | 8. јун 2012.       | ствари инспирисане музичким спотовима песама Кејти Пери.                                                                |
| Ствари из Дизела               | 10. јул 2012.      | одећа и намештај марке Дизел.                                                                                           |
| Ствари из 70-их, 80-их и 90-их | јануар, 2013       | ствари из седамдесетих, осамдесетих и деведесетих година 20. века.                                                      |
| Ствари за филмове              | јесен, 2013        | ствари, костими и сетови познатих модних личности и икона у три нова стила — Хероји и Зликовци, Вестерн и Бизарни Хорор |